# Nazionale femminile di calcio del Sudafrica
La nazionale di calcio femminile del Sudafrica (in afrikaans Suid-Afrikaanse nasionale vrouesokkerspan; in inglese South Africa women's national association football team) è la rappresentativa calcistica femminile internazionale del Sudafrica, gestita dalla locale federazione calcistica (SAFA).
In base alla classifica emessa dalla FIFA il 15 marzo 2024, la nazionale femminile occupa il 51º posto del FIFA/Coca-Cola Women's World Ranking.
Come membro della Confédération Africaine de Football (CAF) può partecipare a vari tornei di calcio internazionali, quali il campionato mondiale FIFA, la Coppa delle nazioni africane, i Giochi olimpici estivi, i Giochi panafricani e i tornei a invito. Fa, inoltre, parte della WAFU, una confederazione che raggruppa le federazioni dell'Africa occidentale. Ha vinto l'edizione 2022 della Coppa delle nazioni africane.

## Storia
La nazionale sudafricana ha giocato la sua prima partita ufficiale il 30 maggio 1993, battendo in amichevole 14-0 lo Swaziland. Ha poi preso parte all'edizione 1995 del campionato africano, raggiungendo la finale, poi persa contro la Nigeria con un complessivo 11-1. Dopo essere stato eliminato nella fase a gironi nell'edizione 1998, il Sudafrica ha raggiunto nuovamente la finale del campionato africano nel 2000, quando la manifestazione venne ospitata proprio in Sudafrica. Superata in prima posizione la fase a gironi, in semifinale è stato sconfitto il Ghana, mentre la finale contro la Nigeria è stata persa per 2-0 e la partita definitivamente sospesa al 73' a causa di incidenti sugli spalti.
Tra il 2006 e il 2012 la nazionale sudafricana ha conquistato due secondi e due terzi posti ai campionati africani; in particolare, ha perso le finali nelle edizioni 2008 e 2012 entrambe contro la Guinea Equatoriale, mentre coi terzi posti nelle edizioni 2006 e 2010 ha mancato l'accesso alla fase finale del campionato mondiale, al quale si qualificavano in quegli anni solo le finaliste. Nel 2008 la nazionale venne anche funestata dall'omicidio di Eudy Simelane, già capitano delle Banyana Banyana, uccisa durante uno stupro correttivo dopo che aveva pubblicamente dichiarato la proprio omosessualità. Nel 2009 il Sudafrica fu la prima nazionale africana ad essere invitata alla Cyprus Cup, concludendo poi il torneo al sesto posto.
La prima partecipazione a uno dei principali tornei internazionali giunse nel 2012 con la disputa del torneo femminile ai Giochi della XXX Olimpiade, organizzati a Londra; la storica qualificazione venne raggiunta grazie alla vittoria contro l'Etiopia nel turno finale del torneo preolimpico CAF. Sorteggiata nel gruppo F assieme a Svezia, Giappone e Canada, concluse al quarto e ultimo posto il raggruppamento, venendo così eliminata, ma riuscì a ottenere un pareggio a reti inviolate contro la nazionale nipponica, campione del mondo in carica. Quattro anni dopo giunse la seconda partecipazione consecutiva al torneo olimpico ai Giochi di Rio de Janeiro 2016, ottenuta dopo aver sconfitto la Guinea Equatoriale nel turno finale del torneo preolimpico CAF. Le Banyana Banyana vennero inserite nel gruppo E con Brasile, Cina e Svezia; dopo aver perso contro cinesi e svedesi, la partita contro le brasiliane si concluse sullo 0-0 e, con un solo punto conquistato, giunse l'eliminazione dalla manifestazione.

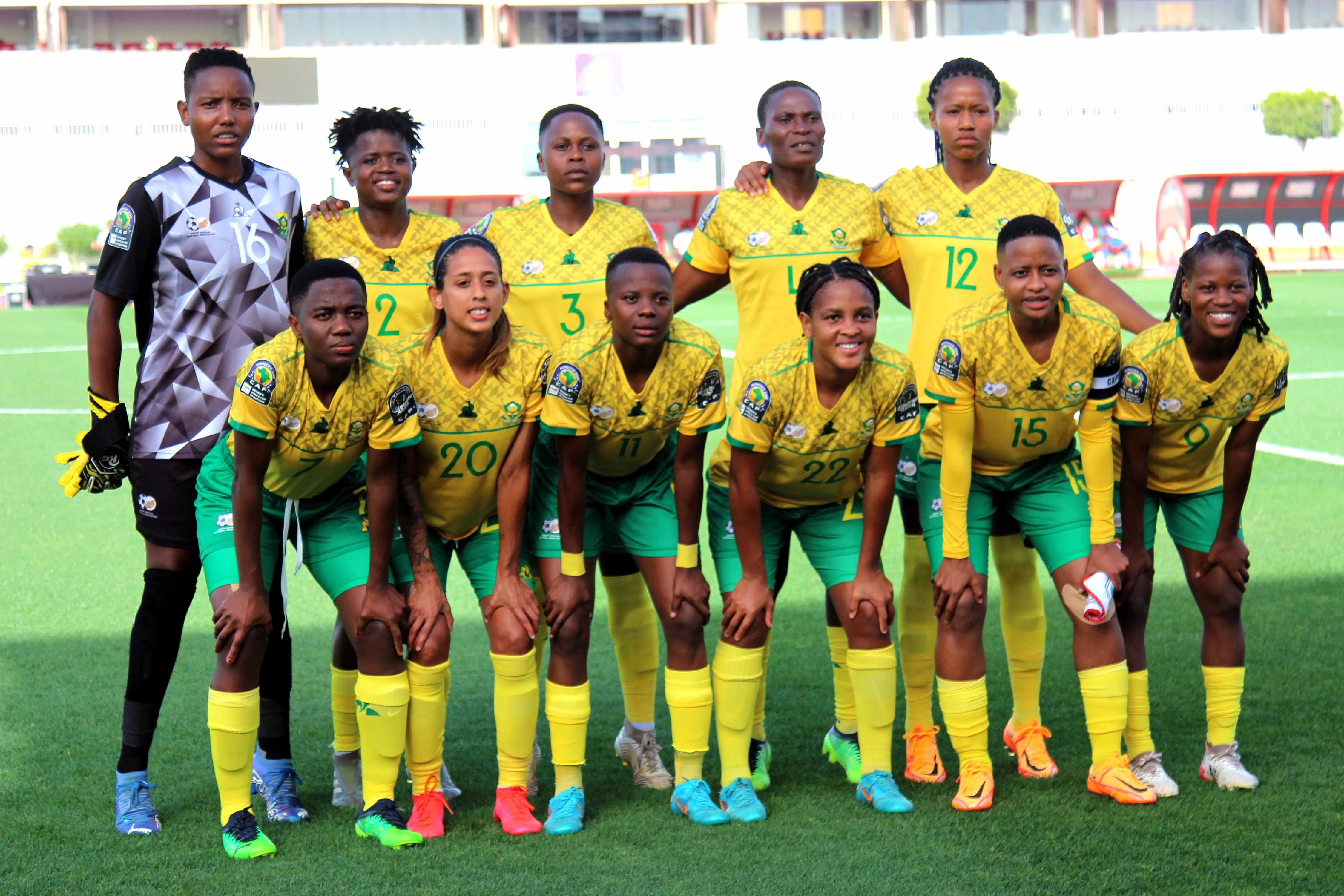
Formazione del Sudafrica nella partita contro il Burundi alla Coppa d'Africa 2022.

Dopo due quarti posti consecutivi, il Sudafrica tornò sul podio della Coppa delle nazioni africane nel 2018. Dopo aver superato al primo posto il proprio girone davanti alle campionesse in carica della Nigeria, battute nella prima partita, raggiunse la finale dopo aver superato il Mali in semifinale. La finale mise di fronte nuovamente Nigeria e Sudafrica, e ad avere la meglio furono le nigeriane ai tiri di rigore dopo che i tempi regolamentari si erano conclusi sullo 0-0. Avendo comunque raggiunto la finale, la nazionale sudafricana guadagnò per la prima volta l'accesso alla fase finale del campionato mondiale 2019. Il sorteggio dei gruppi nella manifestazione iridata mise le Banyana Banyana nel gruppo B con Germania, Spagna e Cina. Con tre sconfitte in altrettante gare arrivò l'eliminazione dal torneo già nella fase a gruppi, e venne realizzata una sola rete, da Thembi Kgatlana nella partita d'esordio contro la Spagna.
Il primo importante successo della nazionale sudafricana giunse nel 2022 con la vittoria per la prima volta della Coppa delle nazioni africane. Concluso il proprio raggruppamento a punteggio pieno grazie alla vittorie su Nigeria, Botswana e Burundi, nella fase a eliminazione diretta arrivarono due successi per 1-0 nei quarti contro la Tunisia e in semifinale contro lo Zambia; la sfida in semifinale venne risolta da un calcio di rigore a fine partita, assegnato dopo una contestata decisione presa col VAR. In finale il Sudafrica superò le padrone di casa del Marocco per 2-1 con una doppietta di Hildah Magaia, vincendo la sua prima coppa. Questo successo diede anche l'accesso alla fase finale del campionato mondiale 2023.

## Partecipazione ai tornei internazionali
Legenda: Grassetto: Risultato migliore, Corsivo: Mancate partecipazioni

## Palmarès
- Coppa d'Africa: 1

2022
- Giochi panafricani: 2

2003, 2007
- Campionato COSAFA: 7

2002, 2006, 2008, 2017, 2018, 2019, 2020

## Selezionatori
Lista dei selezionatori della nazionale sudafricana.
- 1995:  Sandile Bali
- 1998:  Nomaluno Mooi
- 2000:  Fran Hilton-Smith
- 2002-2004:  Greg Mashilo
- 2006-2011:  Augustine Makalakalane
- 2011-2014:  Joseph Mkhonza
- 2014-2016:  Vera Pauw
- 2016-:  Desiree Ellis

## Tutte le rose

### Campionato mondiale
Coppa del Mondo FIFA 20191 Mpuru, 2 Ramalepe, 3 Vilakazi, 4 Matlou, 5 van Wyk, 6 Makhabane, 7 Dhlamini, 8 Fulutudilu, 9 Mthandi, 10 Motlhalo, 11 Kgatlana, 12 Seoposenwe, 13 Mbane, 14 Makhubela, 15 Jane, 16 Dlamini, 17 Smeda, 18 Gamede, 19 Biyana, 20 Swart, 21 Ndimeni, 22 Mulaudzi, 23 Holweni, CT: Ellis
Coppa del Mondo FIFA 20231 Swart, 2 Ramalepe, 3 Gamede, 4 Matlou, 5 Magama, 6 Cesane, 7 Dhlamini, 8 Magaia, 9 Salgado, 10 Motlhalo, 11 Kgatlana, 12 Seoposenwe, 13 Mbane, 14 Makhubela, 15 Jane, 16 Dlamini, 17 Kgadiete, 18 Holweni, 19 Biyana, 20 Moodaly, 21 Moletsane, 22 Kgoale, 23 Shongwe, CT: Ellis

### Giochi olimpici
Calcio ai Giochi Olimpici Estivi 20121 Barker, 2 Moodaly, 3 Vilakazi, 4 Sister, 5 van Wyk, 6 Cele, 7 Smeda, 8 Louw, 9 Dlamini, 10 Ntsweng, 11 Matlou, 12 Modise, 13 Hlumbane, 14 Mollo, 15 Jane, 16 Nyandeni, 17 Mgcoyi, 18 Mndaweni, CT: Mkhonza
Calcio ai Giochi Olimpici Estivi 20161 Barker, 2 Ramalepe, 3 Vilakazi, 4 Matlou, 5 van Wyk, 6 Makhabane, 7 Malherbe, 8 Moodaly, 9 Am. Dlamini, 10 Motlhalo, 11 Nogwanya, 12 Seoposenwe, 13 Mbane, 14 Mollo, 15 Jane, 16 An. Dlamini, 17 Smeda, 18 Nyandeni, 20 Kgatlana, CT: Pauw

### Coppa d'Africa
Campionato africano femminile di calcio 20101 Tsawe, 2 Louw, 3 Dludlu, 4 Sister, 5 Van Wyk, 6 Jafta, 7 Popela, 8 Masina, 9 Dlamini, 10 Ntsweng, 11 Matlou, 12 Modiko, 13 Hlumbane, 14 Mollo, 15 Makhabane, 16 Mndaweni, 17 Matjila, 18 Skiti, 19 Smeda, 20 Seoposenwe, 21 Mnguni, CT: Makalakalane
Campionato africano femminile di calcio 20121 An. Dlamini, 2 Mabatle, 3 Vilakazi, 4 Sister, 5 Van Wyk, 6 Cele, 7 Smeda, 9 Am. Dlamini, 10 Ngubane, 11 Matlou, 12 Modise, 13 Hlumbane, 14 Mollo, 15 Jane, 16 Mndaweni, 17 Mgcoyi, 18 Skiti, 19 Mshengu, 20 Seoposenwe, 21 Moletsane, CT: Mkhonza
Campionato africano femminile di calcio 20141 Dlamini, 2 Dludlu, 3 Vilakazi, 4 Matlou, 5 van Wyk, 6 Makhabane, 7 Mabatle, 8 Ramalepe, 10 Ngubane, 11 Kgatlana, 12 Modise, 13 Thato, 14 Mollo, 15 Jane, 16 Barker, 17 Smeda, 18 Nyandeni, 19 Fulutudilu, 20 Nongwanya, 21 Mndaweni, CT: Pauw
Coppa d'Africa femminile 20161 Barker, 2 Mabatle, 3 Vilakazi, 4 Matlou, 5 van Wyk, 6 Makhabane, 7 Ntsibande, 8 Motlhalo, 9 Motau, 10 Ngubane, 11 Kgatlana, 12 Seoposenwe, 13 Mbane, 14 Mgcoyi, 15 Jane, 16 Dlamini, 17 Smeda, 18 Nyandeni, 19 Boks, 20 Nongwanya, 21 Tsawe, CT: Ellis
Coppa d'Africa femminile 20181 Barker, 2 Ramalepe, 3 Vilakazi, 4 Matlou, 5 van Wyk, 6 Makhabane, 7 Tlailane, 8 Mohlakoana, 9 Mthandi, 10 Motlhalo, 11 Kgatlana, 12 Seoposenwe, 13 Mbane, 14 Kgadiete, 15 Jane, 16 Dlamini, 17 Smeda, 18 Nyandeni, 19 Makhubela, 20 Swart, 21 Ndimeni, CT: Ellis
Coppa d'Africa femminile 20221 Swart, 2 Ramalepe, 3 Gamede, 4 Matlou, 5 van Wyk, 6 Smidt, 7 Dhlamini, 8 Magaia, 9 Cesane, 10 Motlhalo, 11 Kgatlana, 12 Seoposenwe, 13 Mbane, 14 Kgoale, 15 Jane, 16 Dlamini, 17 Kgadiete, 18 Holweni, 19 Biyana, 20 Moodaly, 21 Ngobeni, 22 Motau, 23 Majiya, 24 Moletsane, 25 Makhubela, 26 Shamase, CT: Ellis

## Rosa
Lista delle 23 giocatrici convocate dalla selezionatrice Desiree Ellis per il campionato mondiale 2023 in programma dal 20 luglio al 20 agosto 2023. Presenze e reti al momento delle convocazioni.
| N. | Pos. | Giocatore           | Data nascita (età)          | Pres. | Reti | Squadra                |
| -- | ---- | ------------------- | --------------------------- | ----- | ---- | ---------------------- |
| 1  | P    | Kaylin Swart        | 30 settembre 1994 (28 anni) |       |      | JvW                    |
| 2  | D    | Lebohang Ramalepe   | 3 dicembre 1991 (31 anni)   |       |      | Mamelodi Sundowns      |
| 3  | D    | Bongeka Gamede      | 22 maggio 1999 (24 anni)    |       |      | UWC                    |
| 4  | D    | Noko Matlou         | 30 settembre 1985 (37 anni) |       |      | Eibar                  |
| 5  | D    | Fikile Magama       | 19 gennaio 2002 (21 anni)   |       |      | UWC                    |
| 6  | C    | Noxolo Cesane       | 11 ottobre 2000 (22 anni)   |       |      | Tigres UANL            |
| 7  | D    | Karabo Dhlamini     | 18 settembre 2001 (21 anni) |       |      | Mamelodi Sundowns      |
| 8  | A    | Hildah Magaia       | 16 dicembre 1994 (28 anni)  |       |      | Sejong Sportstoto      |
| 9  | A    | Gabriela Salgado    | 20 febbraio 1998 (25 anni)  |       |      | JvW                    |
| 10 | C    | Linda Motlhalo      | 1º luglio 1998 (25 anni)    |       |      | Glasgow City           |
| 11 | A    | Thembi Kgatlana     | 2 maggio 1996 (27 anni)     |       |      | Racing Louisville      |
| 12 | A    | Jermaine Seoposenwe | 12 ottobre 1993 (29 anni)   |       |      | Juárez                 |
| 13 | D    | Bambanani Mbane     | 12 marzo 1990 (33 anni)     |       |      | Mamelodi Sundowns      |
| 14 | D    | Tiisetso Makhubela  | 24 aprile 1997 (26 anni)    |       |      | Mamelodi Sundowns      |
| 15 | C    | Refiloe Jane        | 4 agosto 1992 (30 anni)     |       |      | Sassuolo               |
| 16 | P    | Andile Dlamini      | 2 settembre 1992 (30 anni)  |       |      | Mamelodi Sundowns      |
| 17 | A    | Melinda Kgadiete    | 21 luglio 1992 (30 anni)    |       |      | Mamelodi Sundowns      |
| 18 | C    | Sibulele Holweni    | 28 aprile 2001 (22 anni)    |       |      | UWC                    |
| 19 | C    | Kholosa Biyana      | 6 settembre 1994 (28 anni)  |       |      | UWC                    |
| 20 | C    | Robyn Moodaly       | 16 giugno 1994 (29 anni)    |       |      | JvW                    |
| 21 | P    | Kebotseng Moletsane | 3 marzo 1995 (28 anni)      |       |      | Royal AM               |
| 22 | C    | Nomvula Kgoale      | 20 novembre 1995 (27 anni)  |       |      | TS Galaxy              |
| 23 | A    | Wendy Shongwe       | 18 gennaio 2003 (20 anni)   |       |      | University of Pretoria |